# Lebeckia psiloloba
Lebeckia psiloloba là một loài thực vật có hoa trong họ Đậu. Loài này được Walp. miêu tả khoa học đầu tiên.